# Fréwaka
Fréwaka es una próxima película irlandesa de terror, folk horror y drama, escrita y dirigida por Aislinn Clarke y protagonizada por Clare Monnelly, Bríd Ní Neachtain y Aleksandra Bystrzhitskaya. La cinta tuvo su estreno el 9 de octubre de 2024 en el Festival de Sitges.

## Sinopsis
Una cuidadora acude a una apartada aldea para atender a una mujer que vive recluida, obsesionada con que Na Sídhe, un ser de la mitología irlandesa similar a las hadas, la secuestró durante su noche de bodas.

## Reparto
- Clare Monnelly como Siobhan "Shoo"
- Bríd Ní Neachtain como Peig
  - Grace Collender como joven Peig
- Aleksandra Bystrzhitskaya como Mila
- Clare Barrett como Éilis
- Charlotte Bradley como Majella
- Tara Breathnach como The Mother
- Peadar Cox como Conductor de autobús
- Jim Cunningham como Seán
- Dorothy Duffy como Méabh
- Marcus Lamb como Doctor
- Mícheál Óg Lane como Daithí
- Liv O'Donoghue como Recepcionista
- Olga Wehrly como Deirdre

## Producción

### Desarrollo
La cinta toma elementos de varios mitos del folklor irlandés como las Hadas mientras se combinan con temas sociales como la influencia de la religión sobre las mujeres y las enfermedades mentales. En Irlanda, las cabras han formado parte de mitos, leyendas y tradiciones durante siglos, siendo uno de ellos el Puck Fair, una feria que se desarrolla cada año en Killorglin, Condado de Kerry en dónde se selecciona al macho cabrío más bello para ser coronado como el Rey Puck, una tradición que ha trascendido por generaciones.
Se teoriza que los antiguos Celtas subían las montañas irlandesas para adorar a sus antiguos dioses en rituales que incluían música, baile, comida y bebida, posteriormente realizaban el sacrificio de un cabrío como ofrenda a los mismos. Se cree que a través de los años y con la llegada de la industrialización estos ritos se mudaron del campo y las montañas a los pueblos y ciudades, y se remplazó el sacrificio de animales con una ceremonia de exhibición.

### Rodaje
La cinta fue filmada íntegramente en Irlanda, en Ravensdale y Carlingford, Condado de Louth. El rodaje concluyó el 22 de mayo de 2023.

## Estreno
Tuvo su estreno el 9 de octubre en el Festival de Sitges, así como en el Festival Internacional de Cine de Locarno. Se estrenará de forma comercial en algún punto del 2025 y será distribuida por Shudder a nivel mundial.